# Старчевич, Шиме
Ши́ме Ста́рчевич (хорв. Šime Starčević, 18 апреля 1784, д. Житник около Госпича — 14 мая 1859, Карлобаг) — хорватский лингвист, автор первой грамматики хорватского языка на хорватском языке, католический священник.
Родился в 1784 году около Госпича. Окончил гимназию в Вараждине, изучал философию в Граце и Загребе, затем окончил семинарию в Сене, где он был рукоположён в сан священника в 1808 году.
Служил священником в Госпиче, Личко-Ново, Удбине, с 1814 года — в Карлобаге. Знал латинский, французский, итальянский и немецкий языки; хорошо разбирался в хорватской литературе и лингвистике.
В 1812 году опубликовал в Триесте работы «Nova ricsoslovica ilircska» (грамматика хорватского языка) и «Nova ricsoslovica ilircsko-franceska». «Ricsoslovica» Шиме Старчевича стала первой грамматикой хорватского языка, написанной на хорватском языке. Существовавшие до этого книги грамматики были написаны или на других языках (латинский, итальянский, немецкий) или были двуязычными.
Грамматика Старчевича описывала как литературный стандарт новоштокавский икавский диалект хорватского. Кроме того, в своей грамматике Старчевич усовершенствовал штокавское правописание, упростив его и сделав последовательным, что послужило подготовкой к языковым реформам 30-х годов (см. Гаевица).
Через 30 лет после публикации «Nova ricsoslovica ilircska» Старчевич вернулся к активной писательской деятельности. Он опубликовал «Homilie ili tumačenje Sv. evanđelja» (Проповеди или толкование св. Евангелия, 1850), «Ričoslovje u nastavcima» (Расширенная грамматика, 1849—1850) в газете «Glasnik dalmatinski» и участвовал в лингвистической полемике в газете «Zora dalmatinska», в которой отстаивал новоштокавский икавский диалект, как единую основу литературной языковой нормы.